# Zina Garrison
Zina Lynna Garrison, ameriška tenisačica, * 16. november 1963, Houston, ZDA.
V posamični konkurenci je največji uspeh kariere dosegla leta 1990, ko se je uvrstila v finale turnirja za Odprto prvenstvo Anglije, kjer jo je v dveh nizih premagala Martina Navratilova. Na turnirjih za Odprto prvenstvo ZDA se je najdlje uvrstila v polfinale v letih 1988 in 1989, kot tudi na turnirjih za Odprto prvenstvo Avstralije leta 1983, na turnirjih za Odprto prvenstvo Francije pa v četrtfinale leta 1982. V konkurenci ženskih dvojic se je dvakrat uvrstila v finale turnirja za Odprto prvenstvo Anglije, v konkurenci mešanih dvojic pa je dvakrat osvojila turnir za Odprto prvenstvo Anglije in enkrat Odprto prvenstvo Avstralije, še trikrat se je uvrstila v finale slednjega. Nastopila je na olimpijskih igrah 1988 in 1992, leta 1988 je osvojila naslov olimpijske prvakinje v ženskih dvojicah skupaj s Pam Shriver in bron v posamični konkurenci. V letih 1989 in 1990 je z reprezentanco osvojila Pokal federacij.

## Finali Grand Slamov

### Posamično (1)

#### Porazi (1)
| Leto | Turnir                   | Nasprotnica v finalu | Rezultat finala |
| 1990 | Odprto prvenstvo Anglije | Martina Navratilova  | 6–4, 6–1        |

### Ženske dvojice (2)

#### Porazi (2)
| Leto | Turnir                          | Partnerica         | Nasprotnici v finalu                  | Rezultat finala |
| 1987 | Odprto prvenstvo Avstralije     | Lori McNeil        | Martina Navratilova Pam Shriver       | 6–1, 6–0        |
| 1992 | Odprto prvenstvo Avstralije (2) | Mary Joe Fernández | Arantxa Sánchez Vicario Helena Suková | 6–4, 7–6(7–3)   |

### Mešane dvojice (6)

#### Zmage (3)
| Leto | Turnir                       | Partner          | Nasprotnika v finalu             | Rezultat finala    |
| 1987 | Odprto prvenstvo Avstralije  | Sherwood Stewart | Anne Hobbs Andrew Castle         | 3–6, 7–6(7–5), 6–3 |
| 1988 | Odprto prvenstvo Anglije     | Sherwood Stewart | Gretchen Magers Kelly Jones      | 6–1, 7–6(7–3)      |
| 1990 | Odprto prvenstvo Anglije (2) | Rick Leach       | Elizabeth Smylie John Fitzgerald | 7–5, 6–2           |

#### Porazi (3)
| Leto | Turnir                          | Partner          | Nasprotnika v finalu                    | Rezultat finala |
| 1989 | Odprto prvenstvo Avstralije     | Sherwood Stewart | Jana Novotná Jim Pugh                   | 6–3, 6–4        |
| 1990 | Odprto prvenstvo Avstralije (2) | Jim Pugh         | Nataša Zverjeva Andrew Castle           | 4–6, 6–2, 6–3   |
| 1993 | Odprto prvenstvo Avstralije (3) | Rick Leach       | Arantxa Sánchez Vicario Todd Woodbridge | 7–5, 6–4        |